# 티지니테스트
티지니테스트(중앙 모로코 타마지트어: ⵜⵉⵣⵉ ⵏ ⵜⴰⵙⵜ, 아랍어: تيزي نتاست)는 모로코 수스마사드라 지방 타루단트주에 있는 시골 코뮌이다. 2004년 인구 조사 기준 906가구 5,391명이 거주하고 있다. 마라케시와 타루단트를 잇는 모로코 국도 제7호선 한가운데 있으며 타루단트에서 약 60 km 떨어져 있다.

## 역사
2023년 마라케시사피 지진으로 티지니테스트 대부분의 가옥이 진흙과 나무로 지어져 지진을 견디지 못하고 붕괴, 마을이 매우 큰 피해를 입었다.

## 인구 통계
아래의 인구 통계는 2004년 인구 조사 기준이다.
- 문맹률: 52.4%
- 중등학교 이상 수료 비율: 1.3%